# Thi Mai, rumbo a Vietnam
Thi Mai, rumbo a Vietnam es una película española de road movie de comedia dirigida por Patricia Ferreira y escrita por Marta Sánchez, y protagonizada por Carmen Machi, Adriana Ozores, Aitana Sánchez-Gijón y Dani Rovira. La película se estrenó en España el 12 de enero de 2018.

## Sinopsis
Tras la muerte de su hija en un accidente, Carmen (Carmen Machi) recibe una carta que anuncia que su ya fallecida hija había solicitado la adopción de una niña en Vietnam y que se le ha concedido, por lo que se lleva a sus amigas Rosa (Adriana Ozores) y Elvira (Aitana Sánchez-Gijón) para viajar hasta Vietnam y recoger a la pequeña.

## Reparto
- Carmen Machi como Carmen.
- Adriana Ozores como Rosa.
- Aitana Sánchez-Gijón como Elvira.
- Dani Rovira como Andrés.
- Pedro Casablanc como Javier.
- Pedro Miguel Martínez como embajador español.
- Héctor González (actor) como Director Banco

## Taquilla
Desde su estreno hasta agosto de 2018, la película fue vista por 309.313 espectadores.